# لانگنلهشتن
لانگنلهشتن (به آلمانی: Langenlehsten) یک شهر در آلمان است که در هرتسوگتوم لاونبورگ واقع شده‌است.
 لانگنلهشتن  ۱۶۴ نفر جمعیت دارد.